# Paul Schneider (pastor)
Paul Schneider (n. 29 august 1897, Pferdsfeld⁠(d), Bad Kreuznach, Renania-Palatinat, Germania – d. 18 iulie 1939, Weimar, Landul Turingia, Germania Nazistă) a fost un preot evanghelic german, membru al organizației Bekennende Kirche (BK) (Biserica Mărturisitoare), omorât de naziști. 
A fost supranumit „Predicatorul din Buchenwald”.